# A diez centímetros de ti
"A diez centímetros de ti" es la octava canción del álbum Guapa del grupo español La Oreja de Van Gogh. 

## Información sobre la canción
A diez centímetros de ti se aleja de la sistemática oscura de las canciones típicas del álbum Guapa como pueden ser Muñeca de trapo, Dulce locura o Noche para acercarse a los ritmos un tanto electrónicos y desenfadados de El viaje de Copperpot.
De sentimientos menos fuertes en cuando a amor se refiere comparándola con canciones como Noche, Dulce locura o Irreversible, A diez centímetros de ti posee una melodía pegadiza y desenvolvente que narra la historia de una relación en la que ambas partes se atraen con una química perfecta.
Como numerosas canciones del álbum Guapa, A diez centímetros de ti nunca llegó a ser single oficial. Esto chocó en un principio, puesto que la banda sacaba una media de ocho singles por álbum.
- Datos: Q5654257